# Kalnein (Adelsgeschlecht)
Kalnein ist der Name eines preußischen Adelsgeschlechts.

## Geschichte

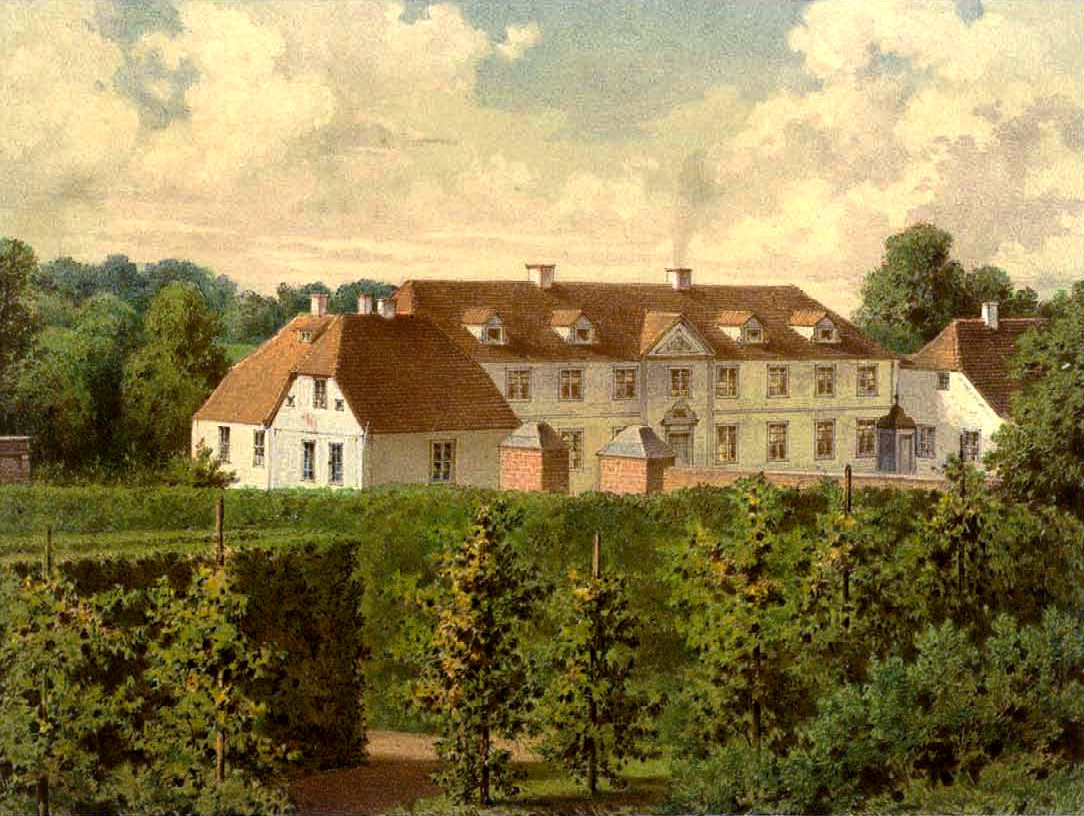
Schloss Kilgis um 1860, Sammlung Alexander Duncker

Das Geschlecht wird zu den ältesten preußischen Adelsfamilien gezählt und bestand bereits im 13. Jahrhundert vor der Annexion durch den Deutschen Orden. Die Kalnein stammen aus Ostpreußen, wo sie seit etwa 1200 nachgewiesen sind. Ihr Stammsitz ist Kilgis bei Königsberg. Die wenigsten preußischen Adelsgeschlechter sind prußischen Ursprungs. Die meisten und mächtigsten wie die Auerswald, Dohna, Eulenburg, Kanitz, Kreytzen, Lehndorff, Tettau, Wallenrodt u. a. waren aus Sachsen, Franken und Schlesien. Die Kalnein aber sind wie die Braxein, Perband, Kalckstein und Saucken eingeborene Geschlechter. Die Familie war insbesondere in Ostpreußen umfangreich begütert.
Der ursprüngliche Name war „Katzenblauer“, womit sich auch das somit ursprünglich redende Wappen erklären lässt. Friedrich von Kalnein urkundete 1440 als Landrichter in Preußen. Albrecht von Kalnein (1611–1683) wurde 1655 Oberburggraf des Herzogtums Preußen, nachdem er bereits 1653 Oberrat und Oberkanzler geworden war.
Friedrich Stanislaus Leopold von Kalnein (1737–1818), Rittergutsbesitzer auf Aweyden, Porschkam etc. in Ostpreußen wurde bei Gelegenheit der Erbhuldigung in Königsberg i. Pr. am 19. September 1786 in den preußischen Grafenstand erhoben. Zuletzt war er, auch Erbherr von Kilgis, Obermarschall des Königreichs Preußen. Sein Sohn war der Oberstlieutenant a. D. Leopold Graf von Kalnein, der 1818 am 24. Mai, also im Monat vor seinem Vater, starb.
Graf Leopold von Kalnein (* 1792), preußischer Kammerherr, Erb- und Lehnsherr auf dem alten Stammgut Kilgis und von Parck in Ostpreußen, folgte 1818 seinem Großvater, dem Obermarschall des Königreichs Preußen, im Besitz von Kilgis und Parck sowie als Familienoberhaupt nach. Die Herrschaft Kilgis im Kreis Preußisch Eylau bestand aus acht Ortschaften mit 625 Einwohnern. Seine Mutter, Gräfin Caroline von Kalnein, geb. 1774 als von Borcke, war Oberhofmeisterin der Prinzessin Karl von Preußen.

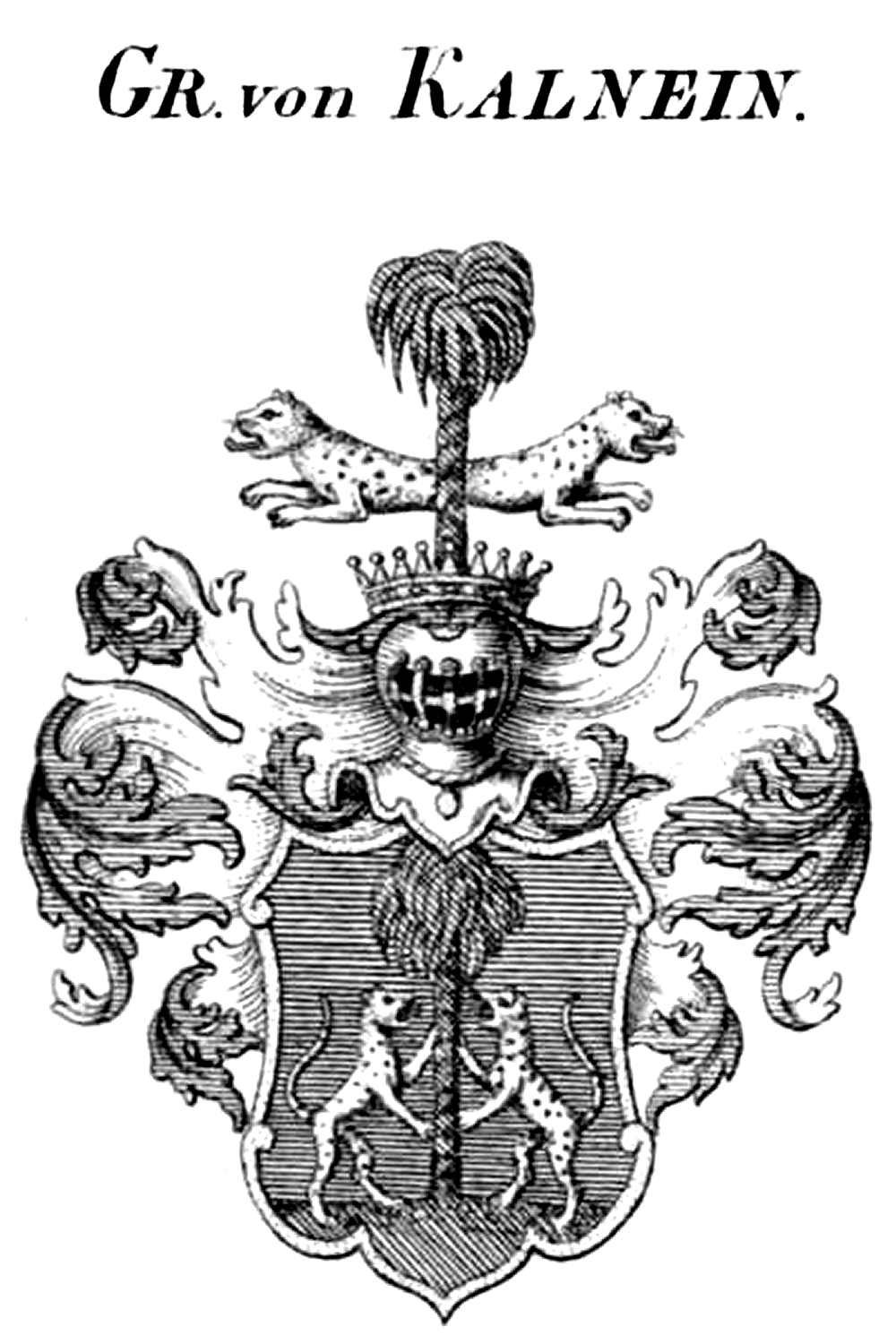
Wappen der Grafen von Kalnein in Konrad Tyroffs Wappenbuch

## Wappen
Blasonierung: (Das Gräfliches Wappen von 1786 entspricht dem Stammwappen):
- In Blau ein grüner Palmbaum, an dem zwei natürliche Leoparden rechts und links aufspringen. Auf dem Helm mit blau-silbernen Decken ein natürlicher Palmbaum, aus dessen Laub zwei natürliche Leoparden rechts und links hervorspringen.[13]
- In Gold bordiertem blauen Schild aus grünem Boden wachsend ein von zwei Leoparden gehaltener Palmbaum. Der Helm mit Grafenkrone.[10][14]

## Angehörige
- Albrecht von Kalnein (1611–1683), preußischer Staatsmann
- Henrik Ernst von Kalnein (1657–1726), Stiftsamtmann im Bistum Ribe 1711–1726
- Karl Erhard von Kalnein (1687–1757), preußischer Generalleutnant
- Karl von Kalnein (1839–1915), Rittergutsbesitzer im Samland und Natangen, Obermarschall, Mitglied des Preußischen Herrenhauses
- Eckart von Kalnein (1892–1945), deutscher Automobilrennfahrer
- Wend von Kalnein (1914–2007), deutscher Kunsthistoriker und Schriftsteller
- Heinrich von Kalnein (* 1960), deutscher, in Österreich lebender Jazzmusiker, Komponist und Universitätslehrer